# Ramocse templom
A Ramocse templom (tibeti: ར་མོ་ཆེ་དགོན་པ་, wylie: Ra-mo-che Dgon-pa, kínai: 小昭寺, pinjin: Hsziao-csao szi) buddhista kolostor, amelyet a Dzsokhang templom után Lhásza egyik legfontosabb templomának tartanak. A tibeti főváros északnyugati részén található építmény a Potala palotától keletre, a Dzsokhangtól északra fekszik egy 4000m²-es területen.

## Története
A Ramocse templomot a Dzsokhang testvértemplomának tekintik, körülbelül azonos időben is épültek. A hagyományos elbeszélések szerint azért építették a Ramcse templomot, hogy oda helyezzék el az emberek által dicsőített Dzsovo rinpocse szobrot, amelyet fa szekéren szállítottak Lhászába Lhagang városon keresztül, amikor Vencseng hercegnő, a király királya Lhászába érkezett. A Dzsokhanggal ellentétben a Ramocse épületét legelőször kínai stílusban építették. Mangszong Mangcen uralkodásának idején (649-676), tartva attól, hogy esetleg a kínai Tang megszállja Tibetet, Vencseng hercegnő elrejtette állítólag a Dzsovo rinpocse szobrot a Dzsokhang egyik titkos kamrájába. Csincseng hercegnő valamikor 710 után áthelyeztette a szobrot a Dzsokhang fő kápolnájába. A Ramocse templomba Dzsovo Mikjo dordzse kisebb méretű bronzszobra került, amelyet egy Visvakarman nevű kézműves készített. Bhrikuti, a Nepálból származó királyné hozta Lhászába ezt a szobrot.
A templomot többször érték károk. A mongol megszállás idején kifosztották, majd az eredeti templomot tűz pusztította el. A jelenlegi épületet 1474-ben építették, és röviddel ezután a Gyuto kolostor, vagy más néven a Lhászai Felsőbb Tantrikus Főiskola gyülekező termeként szolgált. A 20. század közepén a kulturális forradalom vörös gárdistái szörnyű károkat okoztak a szoborban.

## Elpusztítása és helyreállítása
A templomot az 1960-as években teljesen kifosztották és a bronz szobor is eltűnt. 1983-ban a szobor alsó felét állítólag megtalálták egy lhászai szemétlerakóban, a felső részét pedig Pekingben lelték meg. 1986-ban a darabokat sikerült összeállítani és visszaszállítani a Ramocse templomba, a sérülések nyomai azonban még 1993-ban is látszódtak.
Az 1986-ban végzett nagymértékű felújítási munkálatoknak köszönhetően a főépület újra három szintessé bővült. Az első emeleten van egy átrium, egy tekercseket bemutató terem és egy Buddha palota kanyargós folyosókkal. A második szint a helyi szerzeteseké, de van itt egy Buddha-szobor is. A harmadik emeleten található az a szoba és kápolna, amelyet egykoron a dalai láma részére tartottak fenn.
A főépületbe való belépéskor látható a tíz hatalmas, fodros oszlop, amelyek a máig fennmaradt tibeti ereklyéket tartják, mint például lótusz virágokat, felhőket, ékszereket és bizonyos tibeti írásjeleket. A templom han stílusú aranycsúcsa Lhásza minden részéből látszik. A templom a han és a tibeti építészeti stílus érdekes ötvöződése.
Az épület ma népszerű turistalátványosságnak számít, a Tibeti Autonóm Terület egyik jelentős kulturális öröksége.

## Galéria

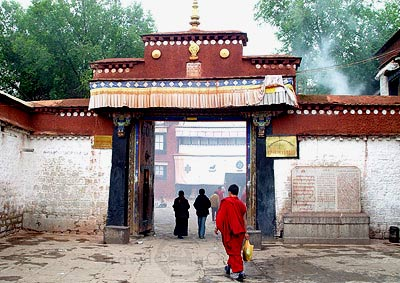
A Ramocse templom kapuja
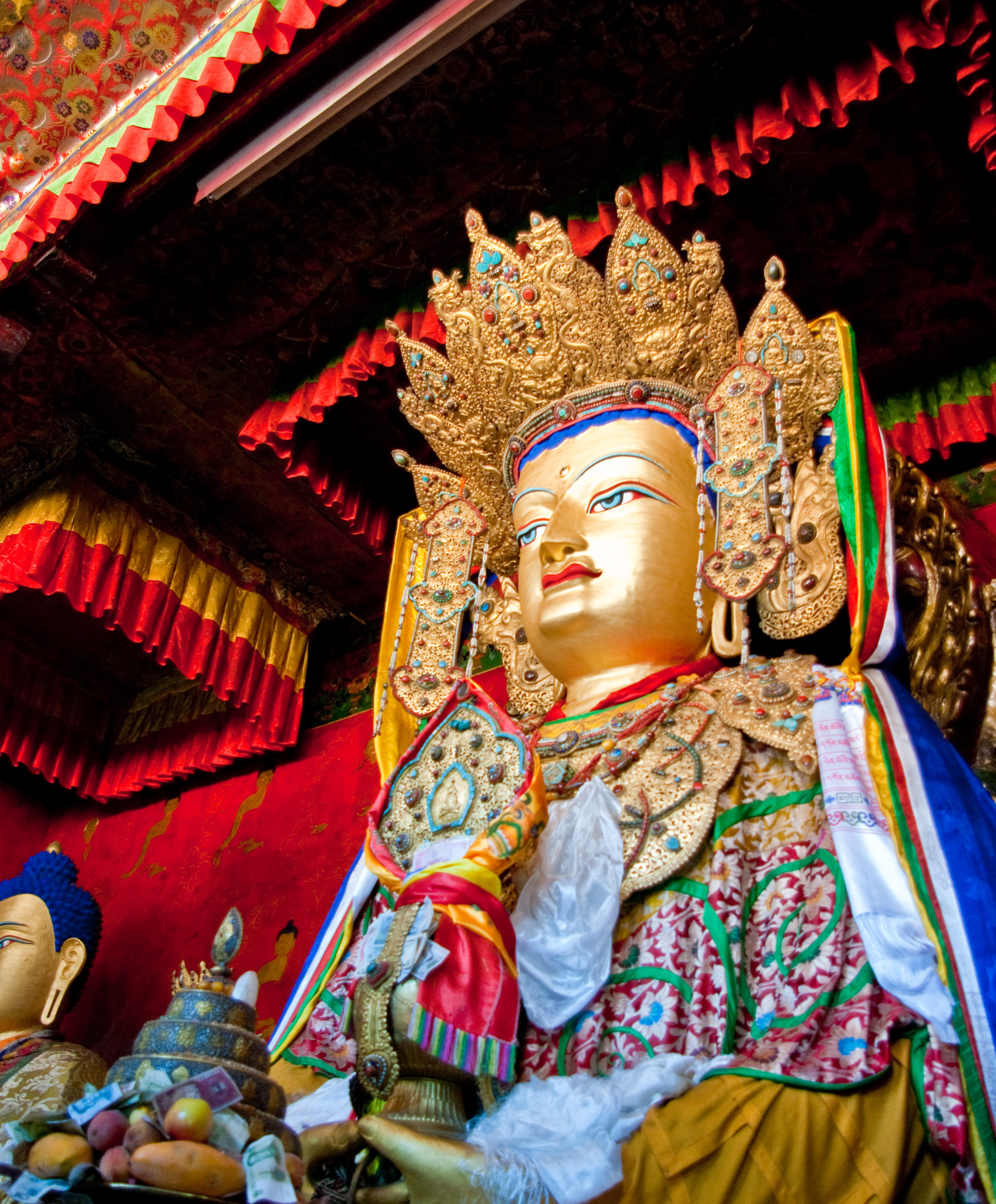
A templomban lévő Dzsovo Mikjoe dordzse szobor
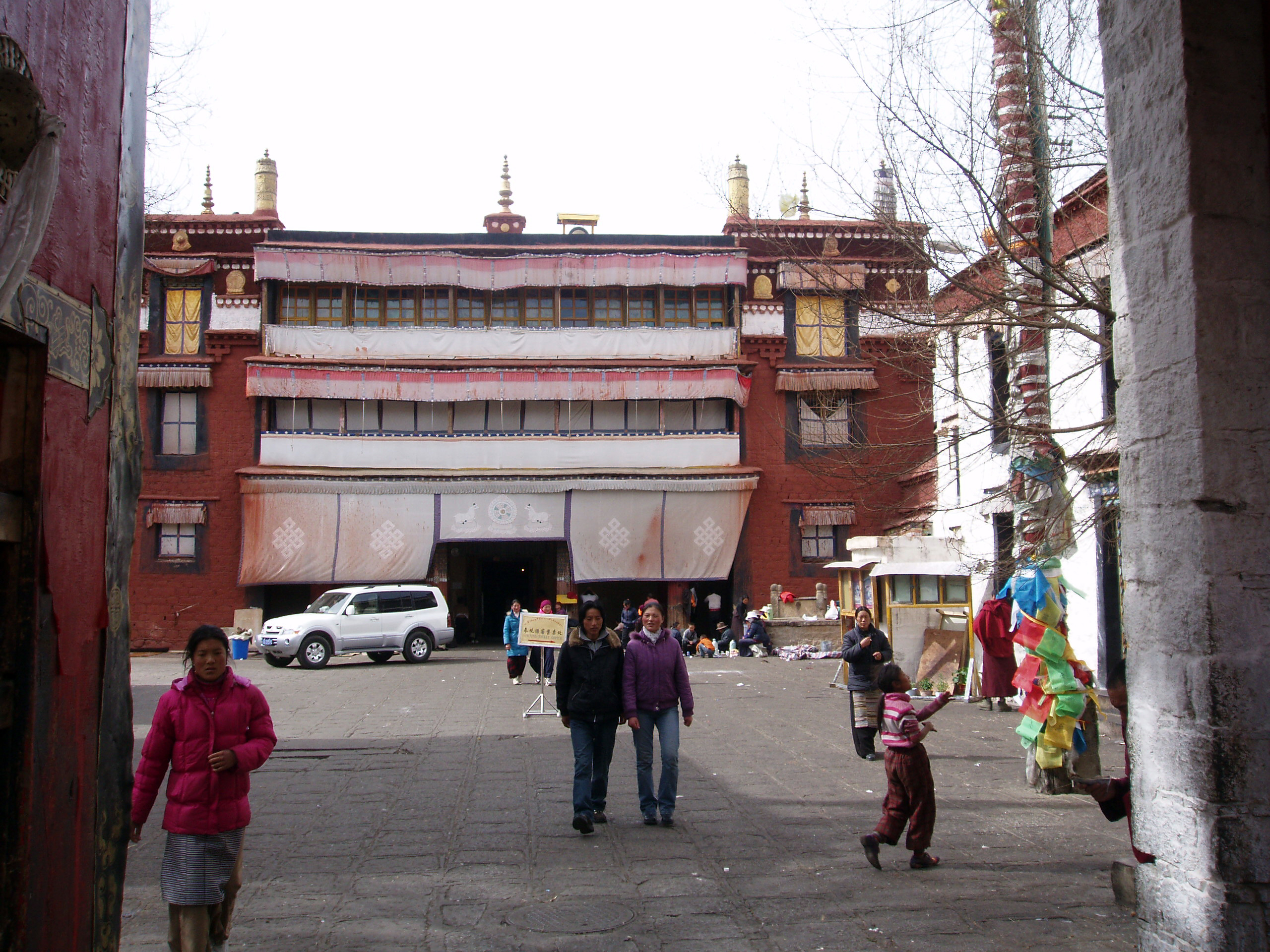
A Ramocse templom bejárata